# Університет Дубровника

Університет Дубровника (хорв. Sveučilište u Dubrovniku, лат. Universitas Studiorum Ragusina) — державний університет у хорватському місті Дубровнику, заснований у 2003 році.
В університеті навчається 2600 студентів, тут працюють 160 науковців. Університет Дубровника — наймолодший університет у Хорватії.
Ректор університету — Матео Мілковіч (Mateo Milković).

## Структура
Університет складається з 7 факультетів:
- Факультет водного господарства
- Факультет електротехніки й інформатики
- Економічний факультет
- Інженерний факультет
- Факультет океанології
- Факультет телекомунікацій
- Факультет охорони пам'яток